# Radiothérapie interne vectorisée
Ne doit pas être confondu avec Radiothérapie interne sélective.
Cet article concerne la médecine. Pour les autres significations, voir RIV.
La radiothérapie interne vectorisée (RIV) est une technique de radiothérapie, pratiquée en médecine nucléaire et reposant sur l'administration d'un radio-pharmaceutique marqué par un radioélément pour traiter certaines pathologies. L'isotope radioactif est administré par voie orale ou par injection et va se fixer préférentiellement sur les cellules cibles malades.
On peut distinguer plusieurs formes de radiothérapie vectorisée : 
- La radioimmunothérapie, dans laquelle les radioisotopes sont vectorisés par des anticorps,
- La radiopeptidethérapie, dans laquelle les radioisotopes sont vectorisés par des peptides.

## Précurseurs
L'iode 131 est l'isotope le plus anciennement utilisé dans ce domaine. La radiothérapie à l'iode 131 est utilisé pour le traitement des affections de la thyroïde : cancer thyroïdien, hyperthyroïdie ou maladie de Basedow. Une gélule d'iode 131 ou une solution buvable est administrée, et l'iode marqué va se fixer sur la thyroïde. 
Les douleurs métastatiques osseuses peuvent être traitées par injection de samarium 153, de chlorure de strontium liquide marqué au strontium 89, ou de chlorure de radium 223. Ces éléments (samarium, strontium et radium) se fixent naturellement sur les os par analogie chimique avec le calcium, mais ces traitements ne constituent qu'un palliatif car ils ne sont pas assez ciblés.
Ces formes de radiothérapies sont appelées radiothérapies métaboliques ou radiothérapies internes vectorisées, car elles remplacent un élément normalement métabolisé d'une manière relativement ciblée (thyroïde pour l'iode, os pour le calcium) par un isotope (dans le cas de l'iode) ou un analogue (dans le cas du calcium) radioactif, toxique pour les cellules ainsi ciblées.

## Radio-immunothérapie
La radio-immunothérapie vectorise le radioisotope choisi par un anticorps de manière à cibler les cellules malades sans reposer sur une voie métabolique. On peut distinguer deux types de radio-immunothérapie :
- La radio-immunothérapie bêta, où les radioisotopes sont des émetteurs bêta (ils émettent des rayonnements bêta). On peut citer l'utilisation de l'yttrium 90 ou du lutétium 177.
- La radio-immunothérapie alpha, où les radioisotopes émettent des particules alpha (noyaux d'hélium).